# Вест-Конкорд (Міннесота)
Вест-Конкорд (англ. West Concord) — місто (англ. city) в США, в окрузі Додж штату Міннесота. Населення — 861 особа (2020).

## Географія
Вест-Конкорд розташований за координатами 44°9′10″ пн. ш. 92°54′0″ зх. д. / 44.15278° пн. ш. 92.90000° зх. д. (44.152818, -92.900003).  За даними Бюро перепису населення США в 2010 році місто мало площу 2,76 км², з яких 2,75 км² — суходіл та 0,00 км² — водойми.

## Демографія
Згідно з переписом 2010 року, у місті мешкали 782 особи в 319 домогосподарствах у складі 215 родин. Густота населення становила 283 особи/км².  Було 372 помешкання (135/км²).
Расовий склад населення:
| - 93,0 % — білих - 0,5 % — корінних американців - 0,1 % — чорних або афроамериканців - 2,8 % — осіб інших рас |

До двох чи більше рас належало 3,6 %. Частка іспаномовних становила 8,1 % від усіх жителів.
За віковим діапазоном населення розподілялося таким чином: 27,1 % — особи молодші 18 років, 56,3 % — особи у віці 18—64 років, 16,6 % — особи у віці 65 років та старші. Медіана віку мешканця становила 36,2 року. На 100 осіб жіночої статі у місті припадало 103,6 чоловіків;  на 100 жінок у віці від 18 років та старших — 106,5 чоловіків також старших 18 років.
Середній дохід на одне домашнє господарство  становив 59 439 доларів США (медіана — 49 125), а середній дохід на одну сім'ю — 70 584 долари (медіана — 58 750). Медіана доходів становила 44 318 доларів для чоловіків та 31 184 долари для жінок. За межею бідності перебувало 20,9 % осіб, у тому числі 36,5 % дітей у віці до 18 років та 8,5 % осіб у віці 65 років та старших.
Цивільне працевлаштоване населення становило 382 особи. Основні галузі зайнятості: освіта, охорона здоров'я та соціальна допомога — 26,4 %, виробництво — 13,4 %, будівництво — 10,2 %, сільське господарство, лісництво, риболовля — 9,9 %.